# Ahmed Ali Salman
Ahmed Ali Salman (* 29. September 1913; † unbekannt) war ein pakistanischer Diplomat.

## Leben
Ahmed Ali Salman erlangte 1934 einen Bachelor of Arts der University of Lucknow. Am 1. November 1941 trat er in die Dienste des Informationsministeriums in Britisch-Indien und wurde Bachelor der modernen Geschichte der University of Oxford ehrenhalber. 1947, nach der Gründung Pakistans, wurde er im Handelsministerium beschäftigt und anschließend im Ministry of Information and Broadcasting.
1948 wurde er Presseattaché im pakistanischen Hochkommissariat in London. 1953 trat er in den Foreign Service of Pakistan, der ihn in Kanada, den Niederlanden und der Türkei beschäftigte. Von 1958 bis 1961 war er Gesandtschaftsrat in Moskau, wo er zeitweise Geschäftsträger war. Von 1961 bis 1963 war er Gesandtschaftsrat in Washington, D.C. Von 1963 bis September 1965 war er im Außenministerium beschäftigt und wurde für seine ergebenen Dienste im zweiten Indisch-Pakistanischen Krieg in den Order of Hilal-e-Quaid-i-Azam aufgenommen. Von September 1965 bis 14. November 1969 war er Botschafter in Moskau. Von 14. November 1969 bis 1972 war er High Commissioner in London. Von 1973 bis 1974 leitete er ebenfalls die pakistanische Auslandsvertretung in London. Da in dieser Zeit Pakistan nicht dem Commonwealth of Nations angehörte, war er Ambassador to the Court of St James’s.